# Loch Doon Castle

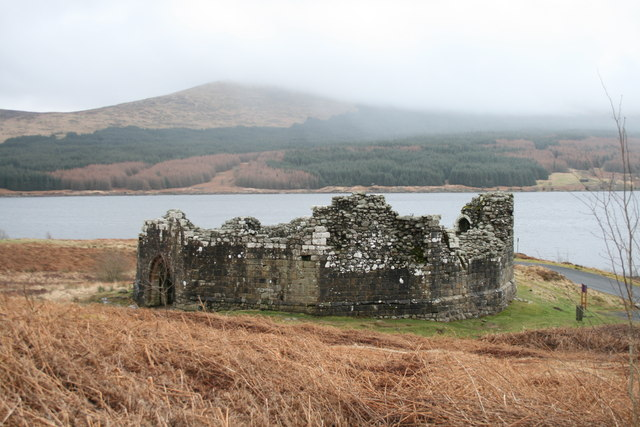
Loch Doon Castle

Loch Doon Castle (auch Balliol Castle) ist eine Burgruine am Westufer des schottischen Sees Loch Doon in der Council Area East Ayrshire. Die Ruine ist als Scheduled Monument denkmalgeschützt.

## Geschichte
Der Bauzeitraum von Loch Doon Castle kann auf das späte 13. Jahrhundert eingegrenzt werden. Die früheste Erwähnung stammt aus dem Jahre 1306, als angreifende englische Truppen die Burg einnahmen, womit Robert the Bruce’ letzte Festung im Südwesten Schottlands fiel. Ein weiteres Mal spielte Loch Doon Castle in den Schottischen Unabhängigkeitskriegen eine Rolle, als es 1333 zu den letzten Festungen zählte, welche der Kindkönig David II. noch hielt.
Wahrscheinlich rund 200 Jahre später, während der Regentschaft Jakob V., brannte die Burg aus. Loch Doon Castle wurde wiederaufgebaut, jedoch nicht mehr in vorheriger Qualität. Anstelle der fein behauenen Quadersteine, wurde Bruchstein verwendet. Außerdem wurde ein Keep hinzugefügt. Noch im 19. Jahrhundert wurde die Festung als teilweise intakt beschrieben, verfiel jedoch zusehends. Der damalige Eigentümer ließ die 70 Stufen umfassende Zugangstreppe niederreißen, um das Steinmaterial zum Bau eines Jagdschlösschens zu verwenden, welches letztlich wenig genutzt wurde, da es darin zu kalt für einen dauerhaften Aufenthalt war.
Um 1935 sollte der Wasserspiegel von Loch Doon angehoben werden. Da durch diese Maßnahme Teile der auf einer kleinen Insel gelegenen Burg zerstört worden wären, trug man die Ruinen ab und versetzte das Bauwerk an das Westufer des Sees. Der neuere Keep wurde hierbei nicht wiederaufgebaut.

## Beschreibung
Der ursprüngliche Standort der heute nur als Ruine erhaltenen Festung befindet sich auf einer kleinen, namenlosen Insel im Süden von Loch Doon. Heute liegt sie isoliert am Südwestufer des Sees rund 400 m entfernt von ihrem ursprünglichen Standort (55° 13′ 33,5″ N, 4° 23′ 5,5″ W). Loch Doon Castle weist einen ungewöhnlichen, unregelmäßigen elfeckigen Grundriss auf. Das Mauerwerk wird als äußerst aufwändig und solide für seine Zeit beschrieben.

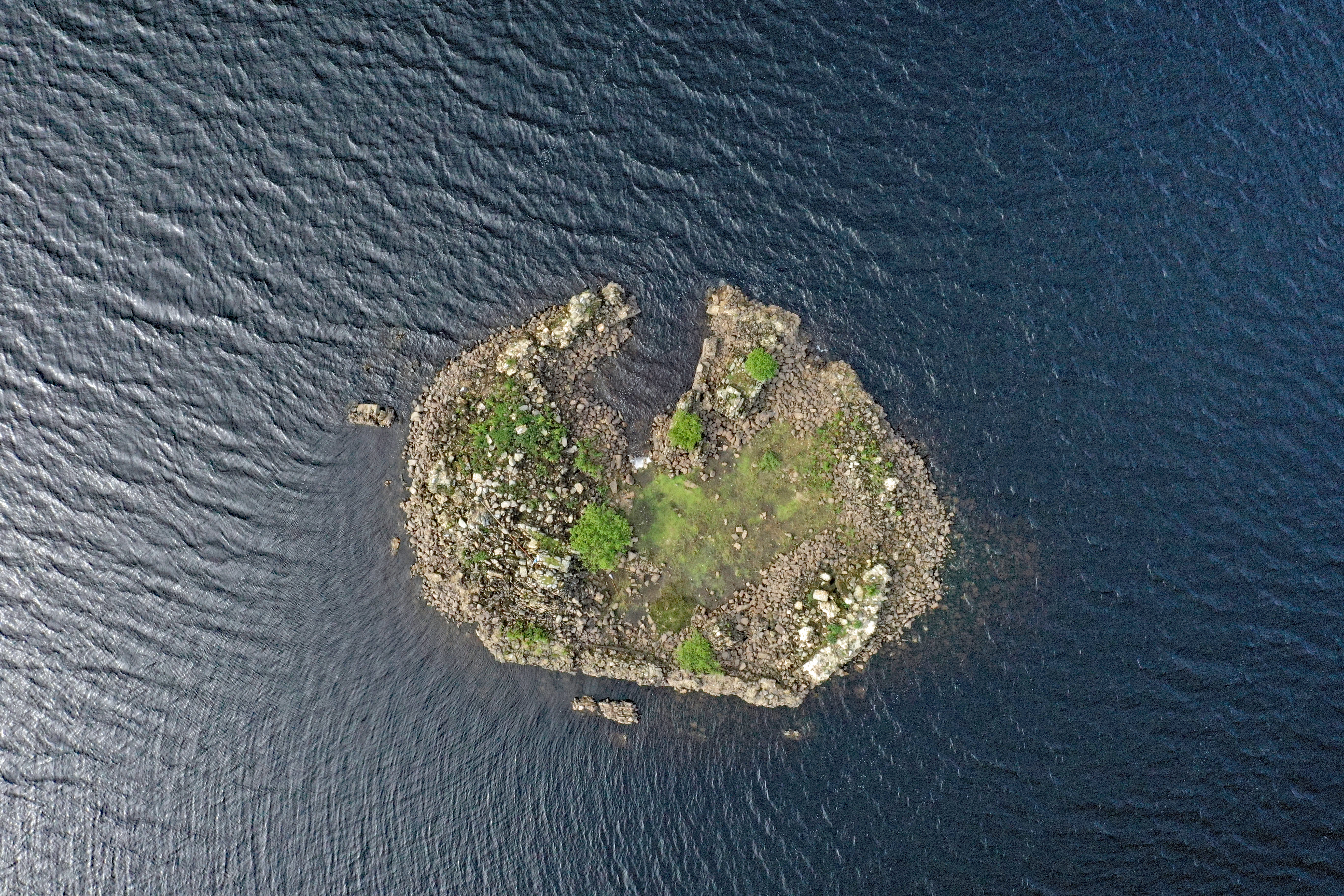
Ursprünglicher Standort auf Castle Island im Loch Doon
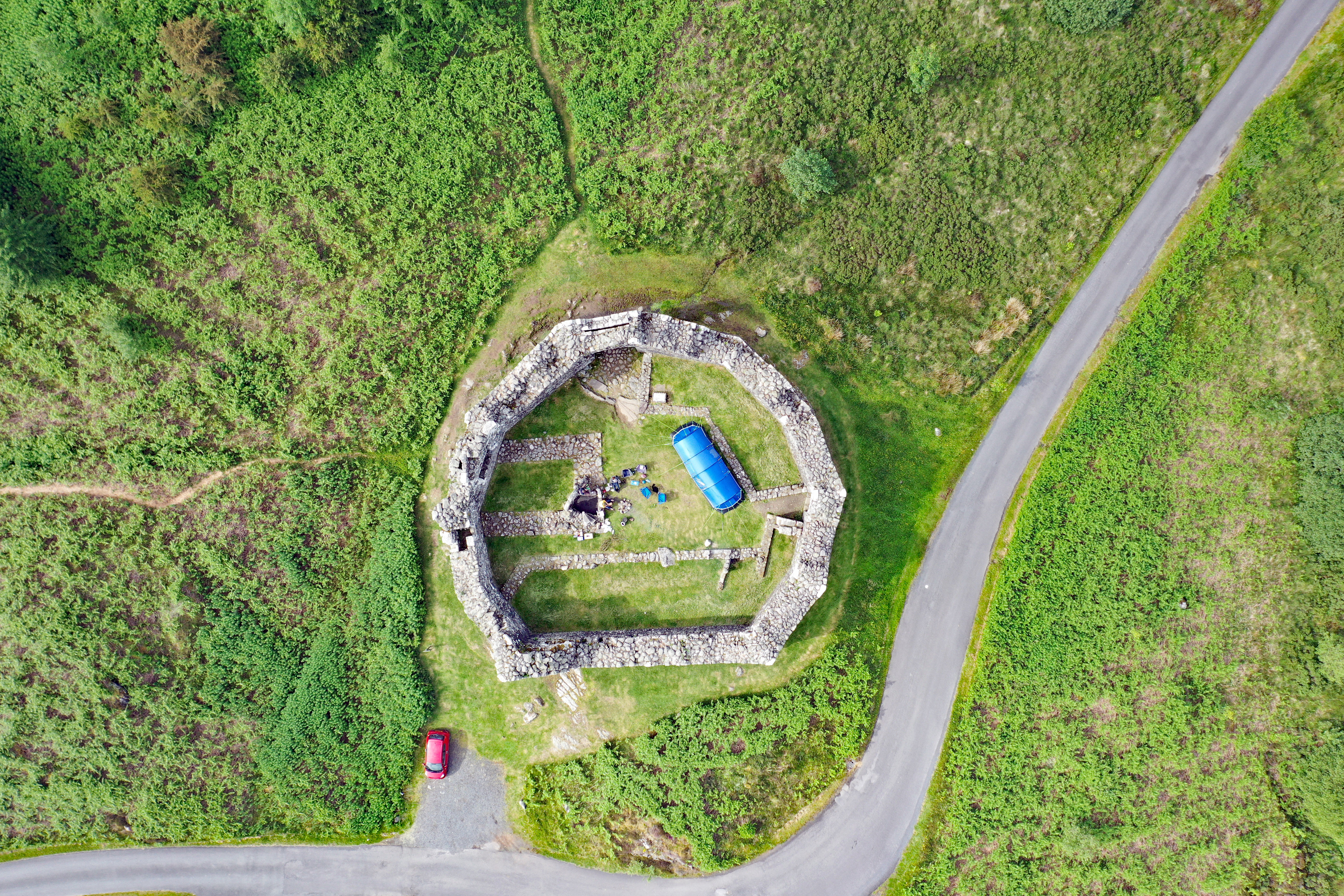
Standort am Ufer des Loch Doon nach der Umsetzung um 1935
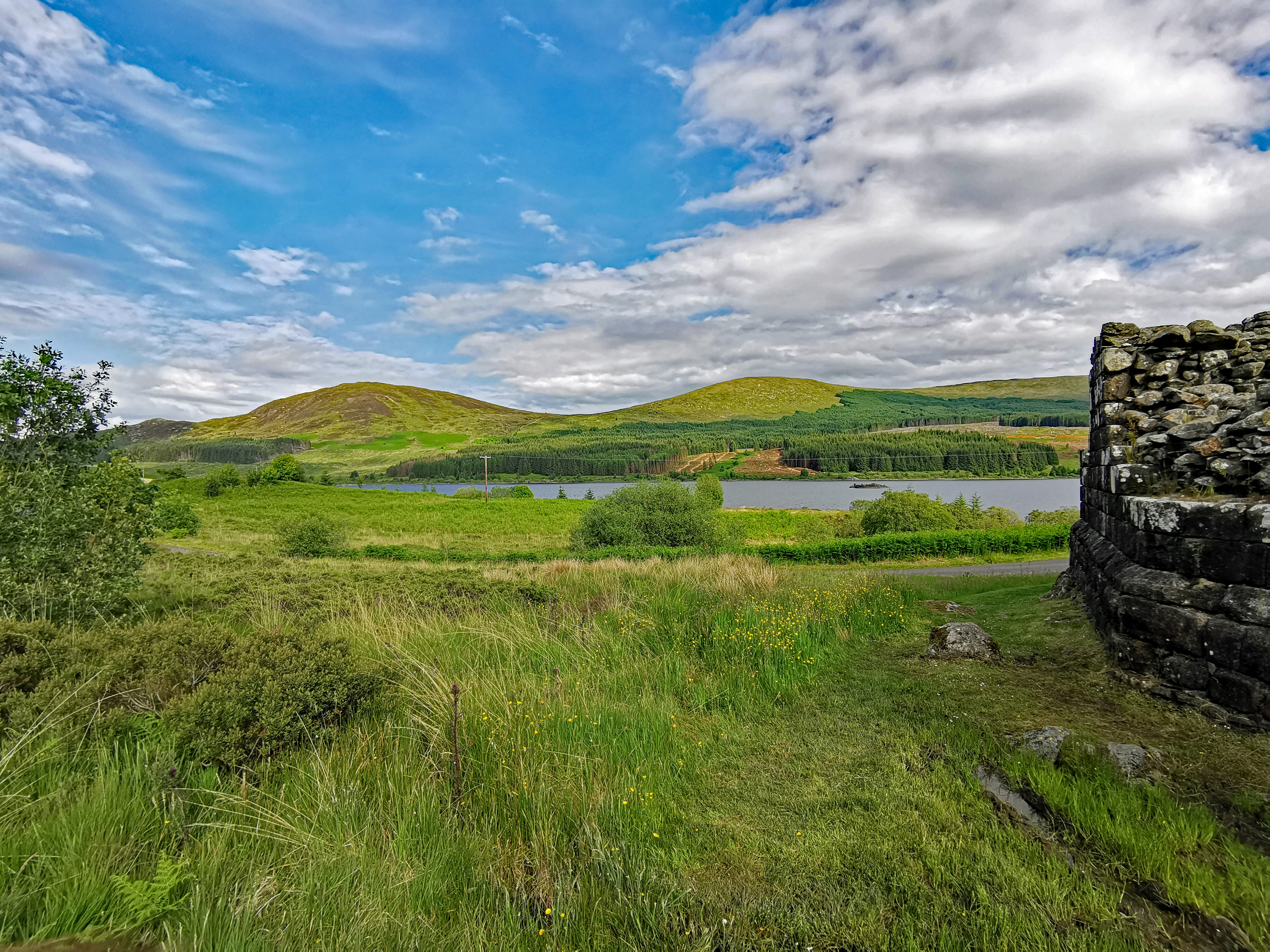
Alter Standort vom heutigen Standort aus gesehen
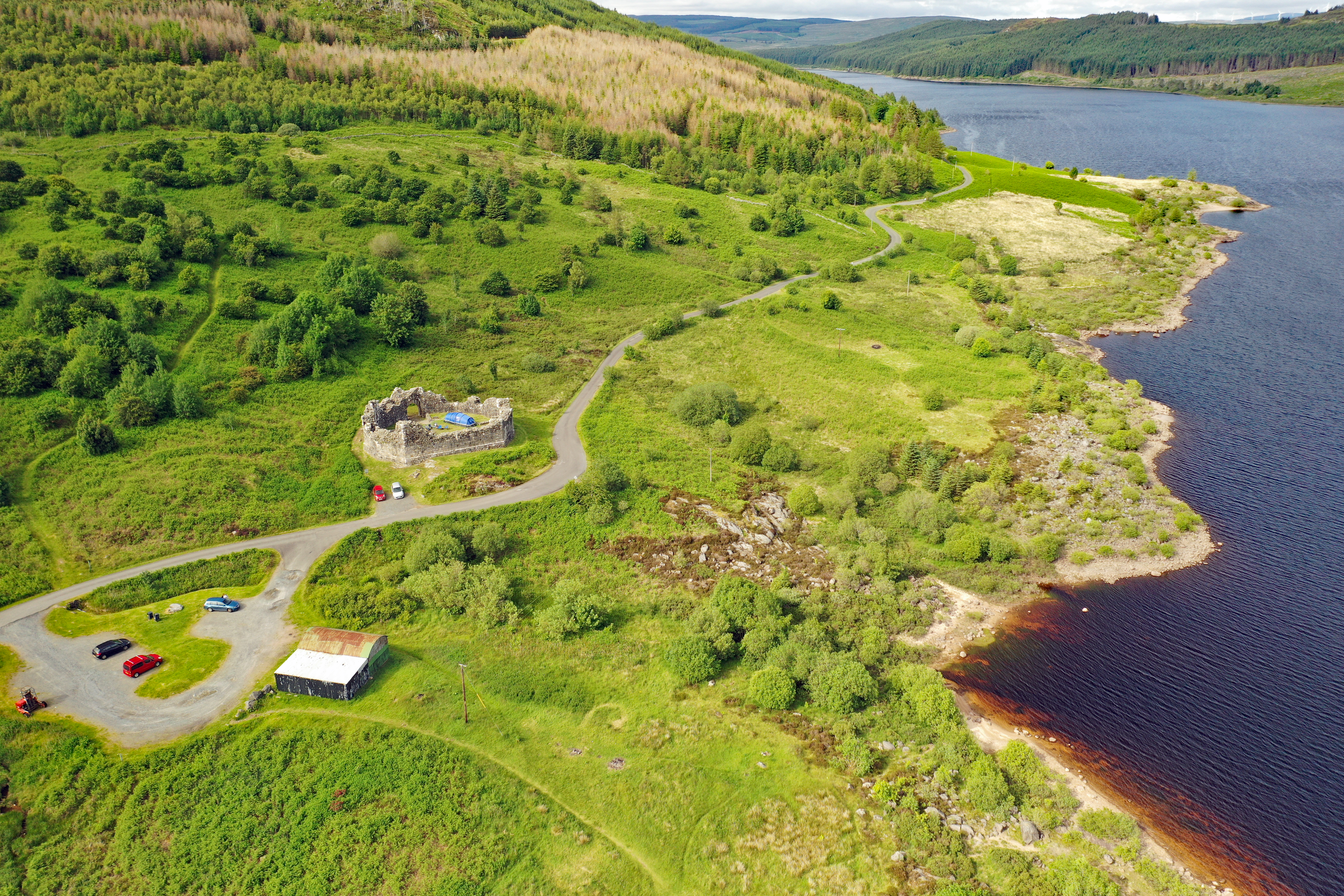
Luftbild des heutigen Standortes
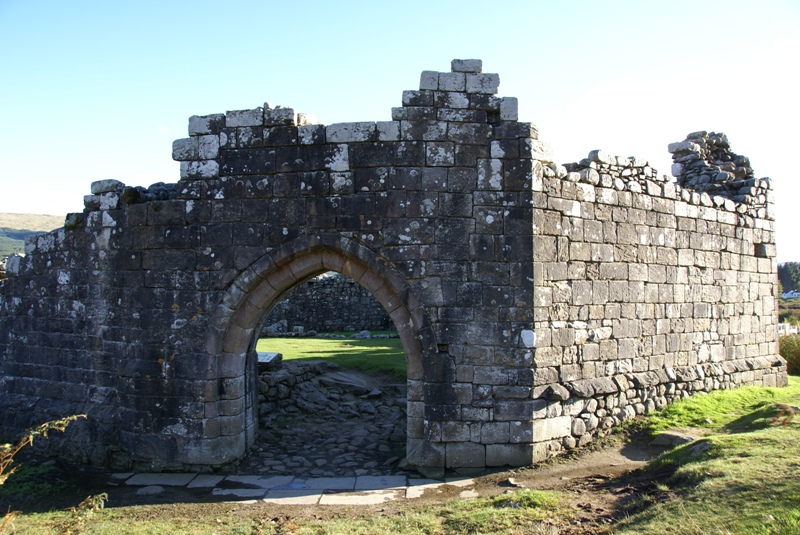
Hauptportal
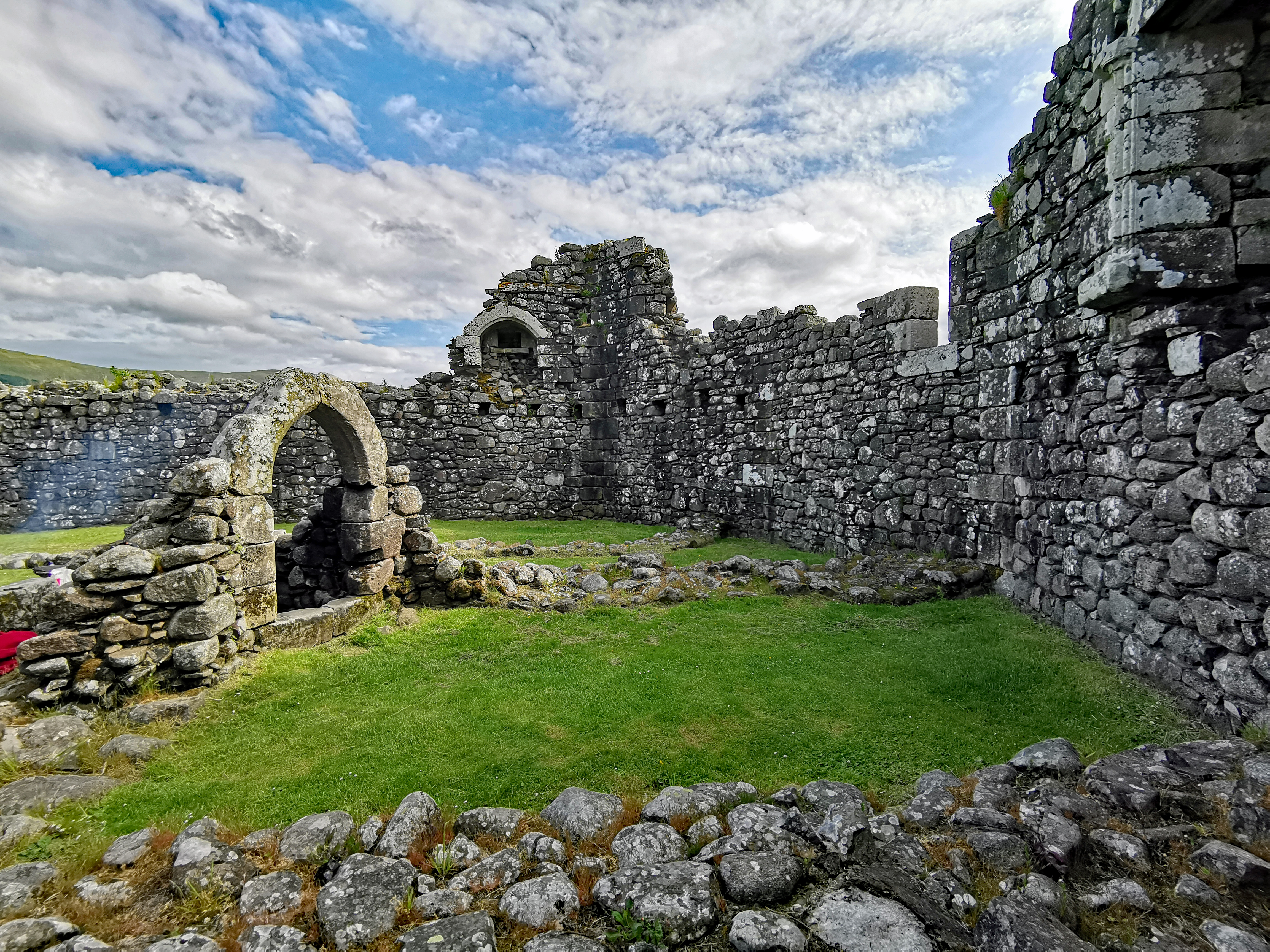
Inneres der 11-seitigen Ruine